# 皮埃爾神父
亨利·格鲁埃，即皮埃尔神父（法語：Abbé Pierre，1912年8月5日—2007年1月22日），天主教神父，慈善家，法国抵抗运动成员，国民议会议员。皮埃尔神父一生致力于救助贫困人群，无家可归者，为其争取权益。他多年被法国大众评为“法国最受欢迎的人”，是法国家喻户晓的慈善家。2005年，法国国家二台举行了“最伟大的法国人”的评选活动，皮埃尔神父名列第三。
1954年2月，一名妇女冻死法国街头的事件，引发了由皮埃尔神父领导的声势浩大的公众运动。迫于公众压力，政府采取一系列紧急措施，在全国220个市镇直接负责建造了12000套新住宅，用来容纳无家可归者。
性虐待醜聞
2024年7月，Fondation Abbé Pierre and Emmaus發表聲明，說明在Pierre的虐待行為被揭發後，他們委託進行調查的結果。一個獨立的研究小組報告指出，有七名（其中一人在受虐時未成年）提供證詞，說明她們在 1970 年代末至 2005 年間，曾遭受這位法國神父的虐待。
2024 年 9 月，一份由 Fondation 委託撰寫的報告指出，Abbè Pierre 性騷擾或侵犯了至少二十幾位婦女。一名 8-9 歲的兒童也被指控受到虐待。第二份報告導致 Abbé Pierre 基金會改名，而Emmaus France也投票決定將神父的名字從其標誌中移除。位於諾曼底 Esteville 的 Abbé Pierre 中心 (他曾在此居住多年並安葬於此) 將會關閉，並討論如何處理數以百計的雕像、半身像和其他慈善創辦人的形象。有證據顯示，Emmaus和天主教會的同事知道Abbé Pierre的性行為，但沒有說出來。
法國主教會議對這些指控表達了“痛苦”和“羞恥”，並宣佈將全力配合調查。